# Шевченко, Дмитрий Степанович
Дми́трий Степа́нович Шевче́нко (род. 13 ноября 1967, Москва) — советский и российский фехтовальщик, старший тренер сборной России по фехтованию (рапира, женщины), Олимпийский чемпион, двукратный чемпион мира по фехтованию на рапирах, заслуженный мастер спорта, заслуженный тренер России, Москва.
Награждён орденом Александра Невского (2022), орденом Дружбы (1997), орденом Почёта (2017) и медалью ордена «За заслуги перед Отечеством» II степени (2001).
Выпускник Российского государственного университета физической культуры, спорта и туризма.

## Спортивная карьера
Первый тренер — Геннадий Мякотных, затем тренировался у Марка Мидлера.
В сборную команду СССР (России) входил с 1987 по 2001 год.
Выступал за ЦСКА (Москва).
В 1994 году в Кракове (Польша) завоевал титул Чемпионом Европы по фехтованию на рапирах среди мужчин в личном первенстве, обыграв в финале немца Уве Рёмер.
В 1995 года в Кестхей (Венгрия) стал бронзовым призёром Чемпионата Европы.
Позже, в этом же году, в Гааге (Нидерланды) в финале Чемпионата Мира обыграл испанца Хосе Герра, став первым и единственным Чемпионом Мира в личном первенстве из Российской Федерации до 2014 года, когда его личный ученик Алексей Черемисинов, повторил успех своего тренера, став вторым Чемпионом Мира по фехтованию на рапирах среду мужчин в личном первенстве.
В командных соревнованиях того же Чемпионата Мира, Дмитрий Степанович, вместе с Ильгаром Мамедовым, Анваром Ибрагимовым и Владиславом Павловичем стали серебряными Чемпионами мира, уступив Кубинской сборной.
В 1996 году, на Летних XXVII Олимпийских играх в Атланте (США), обыграв сборную Венгрии со счётом 45:43,  Дмитрий Степанович, Ильгар Мамедов и Владислав Павлович стали Олимпийскими Чемпионами.
В 2000 году, на XXVII Летних Олимпийских играх в Сиднее (Австралия), Дмитрий Степанович стал бронзовым призёром в личном первенстве.

## Достижения
- Заслуженный мастер спорта по фехтованию на рапирах (1995).
- Чемпион Олимпийских игр 1996 года в командном первенстве, бронзовый призёр Олимпийских игр 2000 года в личном первенстве.
- Чемпион мира 1989 года в командном первенстве, 1995 года — в личном первенстве. Серебряный призёр чемпионата мира 1995 года в командном первенстве.
- Чемпион Европы 1994 года.
- Чемпион мира среди юниоров 1987 года.
- Чемпион России 1995 года в личных соревнованиях, 2000 в командных.
- Обладатель Кубка мира 1994, 1996.
- Победитель Кубка Европы 1992, 1995, 1996.

## Тренерская карьера
С 2000 по 2004 год был старшим тренером мужской сборной России по фехтованию на рапирах, которая в 2004 году выиграла чемпионат Европы и стала бронзовым призером Олимпийских игр.
В декабре 2006 года вновь возглавил мужскую сборную России по фехтованию на рапирах в качестве старшего тренера.
С апреля 2017 года возглавляет женскую сборную России по фехтованию на рапирах в качестве старшего тренера.
На Летних Олимпийских играх 2020 года, (которые проводились летом 2021 в Токио, Япония из-за эпидемии Covid-19), команда женской сборной по фехтованию на рапирах, в которую входили Инна Дериглазова, Марта Мартьянова, Лариса Коробейникова и Аделина Загидуллина, совершила триумф, обыграв Французскую сборную со счётом 45:34 и завоевала золотые медали.
В личных же соревнованиях российские спортсменки Инна Дериглазова и Лариса Коробейникова завоевали серебряную и бронзовую олимпийские медали.
Помимо Олимпийских игр за время работы Дмитрия Степановича во главе женской сборной, она становилась Чемпионом Мира 2019 года в Будапеште (Венгрия), а так же бронзовым призёром Чемпионата Мира 2017 в Лейпциге (Германия).
В 2017 и 2018 годах команда сборной России становились серебряными призёрами Чемпионатов Европы в Тбилиси (Грузия), а так же в Нови-Сад (Сербия), уступая в финальном этапе сборной команды Италии.
В 2019 сборная, под руководством Дмитрия Степановича, стала Чемпионом Европы в Дюссельдорф (Германия).
В настоящее время — главный тренер женской сборной команды России по фехтованию на рапирах.